# Boebi van Meegeren
Robert André Lothar (Boebi) van Meegeren (20 augustus 1924 – 16 of 17 december 2017) was een Nederlands tennisser.
Van Meegeren deed vijf keer mee aan Wimbledon: in 1946, 1948, 1949, 1950 en 1953. In 1950 bereikte hij in dit toernooi de tweede ronde. Ook deed Van Meegeren zes keer mee aan Roland Garros: in 1948, 1949, 1950, 1952, 1954 en 1955. Zowel in 1948 als in 1949 wist hij in dit toernooi de derde ronde te bereiken. Tevens vertegenwoordigde hij zijn vaderland zes keer in de Davis Cup tussen 1948 en 1954.
Van Meegeren wist twee toernooien te winnen, in Oostende won hij in 1948 een internationaal toernooi en ook won hij in hetzelfde jaar op het ATP-toernooi van Bournemouth het dubbelspel met de Zuid-Afrikaan Eric Sturgess.
Na zijn professionele carrière werd Van Meegeren eigenaar van Tennispark Marlot in het Haagse Marlot. Hij overleed in het weekend van 16 en 17 december 2017 op 93-jarige leeftijd.